# کاتماندو ۶۳۴۰
سیارک ۶۳۴۰ (به انگلیسی: 6340 Kathmandu، نامگذاری:1993TF2) شش هزار و سیصد و چهلمین سیارک کشف شده‌است که در ۱۵ اکتبر ۱۹۹۳ کشف شد.
قدر مطلق سیارک برابر ۱۲٫۰۰ است.